# MIKU-Pack music & artworks feat.初音ミク
『MIKU-Pack music & artworks feat.初音ミク』（ミクパック ミュージック アンド アートワークス フィーチャリング ハツネミク）とはアスキー・メディアワークス（現在のKADOKAWA/アスキー・メディアワークス）が発行しているクリプトン・フューチャー・メディア製（以下クリプトン）のVOCALOID情報誌。00～01号は『DENGEKI Girls Style』、02号は『シルフ』、03～18号は『電撃PlayStation』の増刊として発行。創刊直後（00号～03号）は季刊だったが04号から隔月刊になった。発行3周年を迎えたものの18号をもって定期刊行を終えた。

## 概要
キャッチコピーは『一冊まるごと初音ミク』だが、初音ミク中心であるものの他のクリプトン製のVOCALOID情報についても扱う。内容は、ボーカロイド楽曲の付録CDや人気イラストレーターによるイラストなどが主で、ボーカロイド楽曲製作者へのインタビューや関連情報、号によってはノベライズの試し読みも掲載。07号からコミカライズも連載されるようになった。定期刊行の最終号には付録CDは付属しなかった。休刊時に連載が終了しなかったコミカライズ作品は『ComicWalker』で連載が継続された。